# Axel de Tarlé
Pour l’article homonyme, voir Tarlé.
Axel de Tarlé, né le 12 février 1970 à Clermont-Ferrand, est un journaliste, animateur de télévision et chroniqueur français à la radio, spécialiste de l'économie.

## Biographie
Diplômé de l'ESC Toulouse, Axel de Tarlé commence sa carrière de journaliste en 1994 sur BFM Business. 
En 1996, il rejoint Europe 1. De 2000 à 2020, il présente une chronique consacrée à l'économie dans Europe 1 Matin,,,. 
Il collabore aussi avec les hebdomadaires Paris Match et Le Journal du dimanche. 
De 2010 à 2018, il présente C à dire ?!, tous les soirs sur France 5,,.
Il présente également C dans l'air sur France 5, le vendredi et le samedi depuis le 22 juillet 2018 (en remplacement de Bruce Toussaint, après avoir été joker à la présentation de l'émission pendant une année.
Par ailleurs, il est à l'antenne de franceinfo chaque matin depuis le 7 septembre 2020 entre 9h30 et 10h30 (11h00 depuis septembre 2024) pour un nouveau magazine d'information, baptisé L'info s'éclaire.
Le 23 août 2021 il intègre à titre de chroniqueur économique l’équipe remaniée qui anime sur France 2 l’émission Télématin dans sa nouvelle formule. Il est aussi l'un des présentateur remplaçant en 2022.
À partir de septembre 2024, il est l'un des chroniqueurs de la formule week-end du JT de 20H, il y incarne "L’éco du week-end".
À la rentrée 2025, il cède sa place à Aurélie Casse, à la présentation de C dans l'air, pour se consacrer à ses activités sur France 2 et Franceinfo

## Prises de position
Dans un éditorial du JDD de novembre 2014, il souligne que les Français "deviennent libéraux" et "demandent moins d'État, moins d'assistanat", en déplorant que le gouvernement ait "bien du mal à épouser cette fièvre libérale" et des politiques, qui "ambitionnent d'administrer notre vie économique, du berceau au cercueil".
Il salue, en octobre 2019, « une révolution : l’avènement des fonds de pension en France pour financer l’économie du pays et nos retraites individuelles. » 
Il fait également la promotion de la « loi Pacte » adoptée en 2019 par le gouvernement.

## Distinction
En 2003, il reçoit le dauphin d'or (prix Dauphine Henri Tézenas du Montcel) du meilleur journaliste économique de radio de l'année.

## Ouvrages
- Comment perdre 739 euros par seconde ? : ... et autres petites leçons d'économie, éditions Jean-Claude Lattès, 2004, 135 p. (ISBN 978-2-7096-2589-0)
- Do you spik européen ? : ... et autres folies de l'Ouest !, éditions Jean-Claude Lattès, 2006 (ISBN 978-2-7096-2816-7)
- Petit manuel éconoclaste pour comprendre et survivre à la crise, Paris, éditions Jean-Claude Lattès, 2009, 153 p. (ISBN 978-2-7096-3106-8)Il décrit la façon dont s'est formée la bulle financière et la crise de l'endettement[16].
- La crise est finie, Le Cherche midi, 2013 (ISBN 978-2-7491-3070-5 et 2-7491-3070-0)Ouvrages

## Famille
Axel de Tarlé est le neveu d'Antoine de Tarlé, qui a été chef du secrétariat de la commission de contrôle de l'ORTF en 1973-1974 puis a créé le service de presse de l'Assemblée nationale en 1980 à la demande de son président Jacques Chaban-Delmas. Il est le cousin de Sophie de Tarlé, journaliste au Figaro et de Virginie de Tarlé, journaliste à Femme actuelle.